# Antic Jardí d'Infància El Cangur
L'Antic Jardí d'Infància El Cangur és una obra modernista de Montmeló (Vallès Oriental) protegida com a Bé Cultural d'Interès Local.

## Descripció
Conjunt de dues cases de planta baixa entre parets mitgeres alineades al carrer. La coberta és a dues vessants amb una cornisa motllurada. El carener és paral·lel a la façana principal. Els buits són de llinda plana. A la casa número dos hi ha un portal flanquejat per dues finestres i a la número 4 hi ha un portal i una finestra. A ambdues cases la porta principal està lleugerament reculada respecte al pla de façana. Per sobre de les llindes hi ha un guardapols decorat amb relleus esculturals de motius vegetals. Sota la cornisa i al damunt de cada obertura hi ha un forat de ventilació. Aquests petits buits en la casa número 4 de forma rectangular hi ha unes escultures que representen un drac amb ales. A l'altre casa, aquests forats són de forma circular i estan emmarcats amb relleus de motius vegetals.

## Història
Als anys vuitanta havia estat un jardí d'infància que es deia El Cangur.